# Plagiotremus goslinei
Plagiotremus goslinei és una espècie de peix de la família dels blènnids i de l'ordre dels perciformes.

## Morfologia
- Els mascles poden assolir 6,4 cm de longitud total.[4][5]

## Reproducció
És ovípar.

## Depredadors
És depredat per Synodus variegatus, Aphareus furca i Parupeneus cyclostomus.

## Hàbitat
És un peix marí de clima tropical i associat als esculls de corall que viu entre 1-15 m de fondària.

## Distribució geogràfica
Es troba a les Hawaii.